# Port lotniczy Grzywa
Port lotniczy Grzywa – port lotniczy zlokalizowany w mieście Dyneburg, w dzielnicy Grzywa, na Łotwie. Obsługuje połączenia krajowe.